# Tuc der Ombrèr
El Tuc der Ombrèr és una muntanya de 2.258 metres que es troba entre els municipis de Naut Aran i de Vielha e Mijaran, a la comarca de la Vall d'Aran.